# Ruta Destroy
La Ruta Destroy (també coneguda com La marxa, La ruta o Ruta del Bakalao) va ser un moviment de clubbing valencià de la dècada dels 80 i 90. En certs aspectes va ser l'iniciador del moviment clubbing a l'Estat Espanyol, i va ser un fenomen de clubbing únic en la història mundial, amb conseqüències a llarg termini sobre la forma d'oci nocturn a Espanya.
Consistia en una forma d'oci nocturn de milers de joves que es reunien a les discoteques de l'àrea metropolitana de València, sobretot a la carretera del Saler (CV-500), d'entre les quals van destacar sales com Barraca, Spook Factory, Chocolate, Espiral, NOD, Puzzle i ACTV. El moviment es produïa cada cap de setmana, en horaris ininterromputs entre dijous de vesprada i dilluns de matí, durant la dècada de 1980 i la primera meitat dels anys 90.

## Principals causes
Les discoteques arriben a València via Benidorm, on els primers empresaris de l'oci nocturn foren pied-noirs vinguts d'Algèria. La Ruta Destroy s'emmarca en el context posterior a la transició democràtica després de l'època franquista, que en altres àmbits de la cultura va tindre conseqüències com el cinema del destape. La legislació espanyola, pel que fa a l'oci nocturn, era encara molt immadura a causa del llegat del franquisme, i a la gran permissivitat del món polític s'uniren diversos buits legals, que van ser aprofitats pels empresaris d'aquestes discoteques. També influeix en el fenomen la menor preocupació i informació sobre les drogues que hi havia en aquell moment.

## Origen

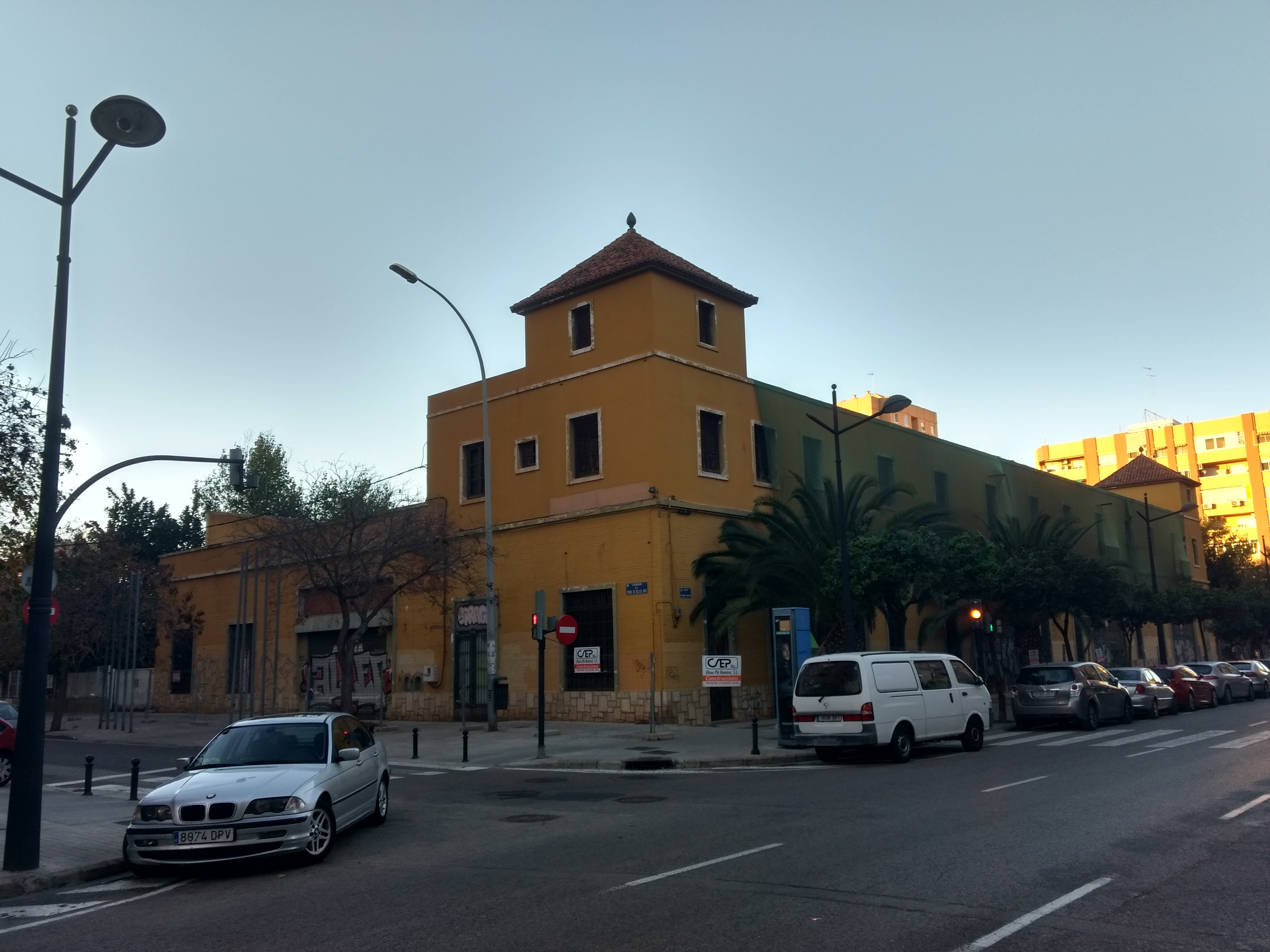
Arena auditorium poc abans de ser reconvertida en supermercat, 2017.

La llavor de la Ruta Destroy apareix entre final dels anys 1970 i principi dels 80, dins del que va ser la particular Moguda valenciana, moviment amb molta menys repercussió mediàtica que la Movida madrileña, però que molts afirmen que va tenir tanta o més importància real que esta.
La moguda valenciana va caracteritzar-se per la influència de la música britànica, amb influències de gèneres com els nous romàntics, tecnho-pop o la new wave. També va acabar derivant en el culte a les discoteques, introduint a Espanya una música de ball basada en sons d'importació que assíduament portaven els discjòqueis, valencians o no, des de Londres, Manchester i altres ciutats europees.
A la fi de la dècada de 1970, en plena transició espanyola i durant l'era post-punk i new romantic (l'anomenada era new wave), la ciutat de València va començar a florir, no només musicalment, sinó també culturalment. Van començar a aparèixer grups musicals autòctons amb una marcada tendència avantguardista. Grups com La Banda de Gaal, La Morgue, Seguridad Social, Vídeo, Glamour, Comité Cisne, Betty Troupe, In fraganti o Interterror lideraven una legió d'artistes valencians que apostaven pels nous sons arribats directament del Regne Unit o Alemanya, i començaven a posar de moda la imatge del post-modernisme de principis dels anys 1980, amb looks elegants, sofisticats i estridents, heretats i evolucionats de l'era punk. Durant esta època, un local va sobresortir entre tots per la seua amalgama cultural, Pyjamarama, però va haver-hi uns altres, com Bowie, Gasolinera, Tropical (que anys més tard es coneixeria com a ACTV), Vídeo, Estandarte o Planta Baja.
Així mateix, a causa d'esta apertura de València a sons no tan convencionals, molts grups estrangers s'introduïen a Espanya a través de València, com el cas de Soft Cell, que actuarien a la sala Éxtasis, de Llombai. La gent va començar a interessar-se cada vegada més pels sons de grups de gèneres com synthpop, new wave o rock gòtic, majoritàriament provinents del Regne Unit, en una època amb gran influència de la cançó lleugera i de cantautor. La penetració del synthpop a València, a més, va fer que una part del públic ja estiguera familiaritzat amb el concepte de música electrònica de ball.
En aquell moment, no obstant això, encara no hi havia cap discoteca que realment punxara esta classe de sons, estaven relegats a les sales de concerts i els bars de copes. Les discoteques a la fi dels anys setanta, eren boîtes i sales de festa amb decoració entapissada, espills a les parets i cambrers amb corbatí. Pel que fa a la música, l'oferta encara estava basada gairebé exclusivament en música afroamericana (funk, els inicis del house, entre altres) i sons de discoteca europeus com el italo disco.
Va ser arran d'obrir-se una sala anomenada Oggi, on va destacar com a discjoquei el principal precursor i gurú de la moguda discotequera, Juan Santamaría, quan aquests sons, i tota classe de rareses electròniques i guitarreres, van començar a punxar-se, per a un públic minoritari i amb grans inquietuds musicals i culturals. La sala entraria ràpidament en decadència per una sèrie de problemes, alguns d'ells relacionats amb l'heroïna. Més endavant, la mateixa gent responsable de la sala Oggi es va traslladar a la sala Metrópolis, en un intent d'agrupar a totes les tribus urbanes de València. Després, Santamaría obriria una botiga de discos d'importació, Zic-zac. A la darreria dels anys setanta, Santamaría també punxaria ocasionalment a una sala anomenada Barraca, situada en Les Palmeres (Sueca).

## Evolució i etapa daurada de la Ruta (1982-1990)

### Barraca
La discoteca Barraca, ja veterana aleshores, havia destacat en els últims anys 1970 per voler diferenciar-se d'alguna forma de la resta de sales de ball, totes amb un estil semblant al de la pel·lícula Febre del dissabte nit. Per aquelles dates, Juan Santamaría va recalar en la sala tot imprimint-li un estil eclèctic. En 1982 el va substituir en cabina Carlos Simó, DJ molt influenciat per Santamaría, i donant-li un major pes a la «música blanca», o música d'arrels blanques. Per tant, a partir d'aleshores, encara que l'eclecticisme era la nota dominant en les sessions de Barraca, pràcticament van desaparèixer altres sons com el blues, rhythm and blues o el jazz que fins aleshores havien tingut cabuda en el repertori de la sala, juntament amb l'habitual rock, pop i els sons d'avantguarda. Entre esta «música blanca» hi havien formacions tan dispars com uns encara desconeguts per al gran públic, i encara alternatius Depeche Mode, O2 i The Cure; també gent com els influents The Smiths, Joy Division, hereus directes del punk com The Stranglers, The Clash, The Fall, Sigue Sigue Sputnik, Generation X i el seu integrant Billy Idol, Public Image Limited (PIL) i el seu integrant Jah Wobble, o els The B-52s; grups de synth pop com A Flock of Seagulls, Visage o Ultravox, de pop-rock com Immaculate Fools, The Psychedelic Furs, The Fountainhead, B-Movie, Simple Minds, The Pretenders, A Popular History Of Signs, i fins i tot bandes australianes de garage rock com Screaming Tribesmen, Hoodoo Gurus, Lime Spiders o grups de rockabilly com els Stray Cats. Com a resultat, va haver una excel·lent combinació musical de música eminentment indie de primera meitat dels anys 1980.
L'empatia entre la gent va fer que l'ambient que es respirava fóra amigable, a diferència de les sales convencionals, on el factor sexual era el dominant, per damunt del musical, fet que implicava problemes entre clients. Un fet destacable en Barraca va ser la importància del plànol teatral dins de les mateixes sessions, a part dels concerts que també es donaven a la sala. I és que en esta etapa, les performances i actuacions teatrals de tota classe eren un fet habitual, fet pel qual la sala va passar a ser un lloc de reunió d'artistes i gent de mentalitat inquieta que creava una cultura alternativa i diferent. Això va propiciar l'atracció cap a la sala de molts personatges destacats en el panorama cultural, musical i social de l'època a Espanya, que atreia a un públic que buscava diferenciar-se del de la majoria de sales convencionals. Allà hi hagué un ambient colorista, kitsch i estrambótic, on fins i tot el maquillatge estava ben vist en els homes heterosexuals, atès que el moviment neo-romàntic tingué molta influència a València.
A més, Barraca va ser una de les primeres sales espanyoles on van fer aparició les drag-queens, com la famosa Faraona. Altres aspectes a destacar d'esta sala van ser la pista giratòria, la piscina, on la gent es banyava de forma desinhibida, els cavalls de tiovivo, que es van convertir en marca de la casa, i la terrassa. Les principals sessions van ser les de dissabte nit i diumenge vesprada-nit. Va ser tanta la importància de Barraca als inicis d'esta època, que el que a mitjans dels anys 80 era conegut com a «so València» arreu de l'estat, en València es coneixia com a «música barraquera».

### Chocolate
Poc després del començament d'esta nova i reeixida etapa en Barraca, va aparèixer en escena una altra discoteca, situada a poc més de 200 metres de la primera. Es tracta de Chocolate. Els responsables d'esta discoteca, anteriorment dedicada a sons funky i anomenada Chocolate Cream, no van voler deixar passar l'oportunitat d'atraure a este públic tolerant, obert i tremendament hedonista. Però en contraposició al colorisme de Barraca, Chocolate va apostar per sons més foscos i gòtics, seguint una línia d'eclecticisme musical. La seua ambientació anava a l'una amb la música, ja que a diferència de Barraca, era una sala amb una il·luminació molt més tènue en el que era la pista de ball. Toni Vidal, més conegut com a Toni El Gitano, va ser el seu principal responsable musical als primers anys, on es punxaven músics com Bauhaus, Sisters of Mercy, Art of Noise, Throbbing Gristle, 400 Blows, Cabaret Voltaire, 1000 Mexicans, Anne Clark, The Lords of the New Church, Snowy Red, Shriekback, Attrition, Alien Sex Friend, Minimal Compact, Trisomie 21 i moltes altres rareses de tall majoritàriament sinistra i fosc, punt en temes de guitarra com en temes electrònics (en molts casos electrònica i rock experimentals), encara que no van faltar sons més rabiosos com el punk dels Ramones, o el garage rock i psychobilly (mescla de rockabilly i música gòtica) de The Cramps o de The Meteors i altres grups similars amb molt guitarreo post-punk com The Fall o The Fuzztones. En definitiva es va tractar durant diversos anys de la principal sala de psicodelia i de música fosca de la regió, on Toni Vidal punxava entre altres coses temis molt avançats que experimentaven amb la mescla del rock i l'electrònica.
També es van programar concerts en la discoteca. Però una peculiaritat va ser que al principi els concerts es programaven en fer-se de dia, a les 7 del matí, la qual cosa suposava un colofó a la sessió prèvia, i un fet desconegut fins aleshores. Toni Vidal també es va encarregar d'una altra sala de gran importància a meitat dels 1980 com va ser Isla. Després d'uns anys en cabina, Toni Vidal va ser substituït per José Conca en 1986 mentre que Toni Vidal va començar a punxar a una altra sala de Riba-roja de Túria anomenada Bravatta, la qual anys més tard seria coneguda com a Don Julio / NOD. José Conca no tenia la peculiar visió musical de Toni Vidal, però a canvi va ser qui va portar a Chocolate la tècnica depurada que havia implantat Fran Lenaers en Spook i que estava causant furor, fet que va provocar que Chocolate visquera una segona etapa daurada a la fi dels anys 1980. A més, la sala va servir de continuació de la festa per a molts barraqueros, ja que tancava unes hores més tard que Barraca. En qualsevol cas, també es va guanyar al seu mateix públic devot, gent amant del cuir i el color negre. Chocolate es va convertir en el temple de la moguda gòtica que va inundar València i que va ser importada directament des del Regne Unit per la gent que estava relacionada amb esta moguda. Durant els seus primers anys la seua façana va estar decorada en honor del seu nom, de color marró fosc i un efecte com de gotes de xocolata xorrant de la part superior.
També cal esmentar l'aparició de xicotets clubs after-hours durant esta època (el terme anglosaxó after-hours en realitat no va començar a usar-se fins ben entrats els 1990). Van ser amb tota probabilitat els primers a Espanya, perquè tot este tipus de gent poguera continuar amb la festa, com la sala Looping, a la ciutat de València, on va punxar gent com el mateix José Conca abans de passar a ser DJ de Chocolate, o Canteret, a Cullera, molt a prop de les sales Barraca i Chocolate. La sala Looping era una boîte plena d'espills i decoració recarregada, una zona de sofàs, i d'una grandària mitjana però amb sostres molt baixos, on es reunia la flor i nata de l'època després d'haver tancat els principals locals. A les nits estava dirigida cap a un públic madur amb música de ball agarrat, però en les seues noves sessions after-hours canviava totalment de tipus de públic i música. Estes discoteques after-hours van acabar sucumbint a causa del progressiu allargament dels horaris de tancament de les sales més grans, i especialment per l'aparició de la discoteca Spook Factory, de la qual es parla a continuació.

### Spook Factory
El 1984 va fer aparició en l'escena valenciana una altra sala mítica. Anteriorment anomenada San Francisco, i dedicada a gent més convencional, és a dir, a pijos o niño pera. La sala, situada en la pedania valenciana de Pinedo, es trobava molt més prop de la ciutat, i a més en la mateixa carretera, per la qual cosa a priori se li augurava un gran èxit. A més va començar amb vocació d'arribar al gran públic. A les primeres sessions amb prou feines atreia gent. Va fer falta que les autoritats tancaren Barraca i Chocolate un mes després d'uns esdeveniments per a que la gent començara a anar a Spook. El seu discjòquei es deia Juanito Torpedo, i la línia musical que portava estava a mig camí entre les de Barraca i Chocolate, ja que va tractar atraure al mateix tipus de públic.
No obstant això, qui va aconseguir donar-li gran notorietat a les sessions de Spook Factory va ser Fran Lenaers, que va arribar poc després. Es tractava del primer DJ que, juntament a una gran selecció musical, va començar a integrar una gran tècnica en les mescles als plats amb música variada. Fins a la data, barrejar la música blanca quadrant a la perfecció els temes rock/pop/synth/techno com feien els disc-jockeys de música afroamericana no estava ben vist i se solia punxar «al tall» o barrejant els segons finals amb els inicials del següent, però no es barrejaven durant més temps solapats. Fran Lenaers va començar a utilitzar també temes que servirien de base per a uns altres, i fins i tot va experimentar barrejant un mateix tema alhora en dos plats, fet que li imprimia un efecte d'eco especial. Tot això amb equips de mescla rudimentaris, ja que usaven tecnologia dels anys 70 i 80. A més, Fran Lenaers també va ser amb molta probabilitat el responsable de cert canvi musical progressiu, juntament amb el seu company i amic Dj Tete que de vegades compartia cabina amb Fran en les matinades, després d'haver tancat Sucre, a Alfafar. No era tan devot del pop i el rock com de l'electrònica, i la seua especialitat era el techno i l'EBM, la maquinària alemanya o belga (d'aquí el terme màkina, en realitat encara molt allunyat del seu significat despectiu i del que constituïa ben entrats els anys 1990) eren el seu principal argument musical. La guitarra encara seguia present, amb grups que se solien escoltar en sales com a Barraca i Chocolate, però amb menor importància que abans. En esta sala era habitual escoltar a gent com Front 242, Split-Second, Front Line Assembly, Nitzer Ebb, Clan of Xymox, Severed Heads, Psyche, Vicious Pink, 16 Bit i moltes altres formacions de EBM i techno.
A més va haver-hi un altre factor d'èxit: ser la primera sala amb un horari realment ampli. Al principi va començar obrint a les 6 del matí, hora a la qual recollia a gent vinguda de Barraca, Chocolate i altres discoteques, i dels bars de copes de la zona, que per aquells anys solien tancar molt tard, a les 5 o 6 del matí molts d'ells. No obstant això, possiblement per la seua gran acceptació es va decantar per avançar la seua obertura a la nit (23 hores o mitjanit). En tindre un horari tan ampli, i a causa de la normativa vigent, havia de tancar a primera hora del matí, però només durant mitja hora, i amb el públic dins, les llums de neteja enceses i la música apagada, per reprendre la sessió després d'esta mitja hora fins a migdia del sendemà, encara que a poc a poc aquell horari de tancament va ser allargant-se fins ben entrada la vesprada següent. Spook Factory en els seus inicis atreia a la major part de la seua clientela els diumenges de matinada després d'un dissabte nit. La seua clientela més especial acudia a partir de les 6 del matí. No obstant això, amb els anys va afermar la seua sessió de divendres nit com la seua sessió principal, pel fet que amb els anys l'oferta de dissabtes nit i matinals de diumenges va augmentar dràsticament, però no va passar en la mateixa mesura amb els divendres nit, amb la qual cosa Spook Factory es va fer propietària d'esta franja horària. A poc a poc, a causa de la passivitat o ignorància de les autoritats en aquella època, i als buits legals d'una encara immadura legislació espanyola a nivell d'oci nocturn, es va anar obviant esta petita aturada de mitja hora a primer matí, i en els primers anys 1990 va arribar a obrir cada divendres des de mitjanit fins a les 4 de la tarda del dissabte.
Altres disc-jockeys destacats que van passar per Spook Factory van ser, ja en els 1990, Carlos Rufian, Rafa Marco, Rafa Pastor, José Luis el Nano, Luis Bonías, Arturo Witten i Vicente Mafia.

### Espiral
El 1983 va assolir la fama una altra sala llegendària, Espiral, oberta des de la fi de la dècada de 1970 i dedicada fins a aquest any a sons disc, i que no es trobava en l'habitual ruta en línia recta vorejant el sud de la costa de València, sinó terra endins, a l'Eliana. Els seus primers DJ en esta nova etapa van ser dos germans, Quique i Juanjo Serrano, que van portar a la sala esta varietat musical de temes de rock/pop no comercial, sons foscos i electrònics. Solien punxar també molta música espanyola de la moguda, a més de música "barraquera", més anglosaxona.
En 1987, un altre DJ anomenat Frank es va fer càrrec de la cabina. Ja a la fi de la dècada de 1980 va ser Jesús Brisa el principal DJ. La ruta es va ampliar doncs cap a l'interior de l'àrea metropolitana de València. esta sala es va caracteritzar per atreure a un públic menys selecte, més "de barri", per dir-ho d'alguna manera, però al mateix temps, el públic més brutal de la ruta. A més, durant els seus primers anys no era tan coneguda fora de València com l'eren les altres tres principals sales. Tot estava permès aquí. Els serveis eren compartits entre tots dos sexes. No hi havia regles i el "tot val" era la tònica general. Així i tot, suportava menys problemes entre la gent del que ho faria qualsevol discoteca actual amb tot el seu personal de seguretat. Era considerada com la més canyera del moment, fins al seu sonat tancament i reconversió en una versió més "light", ja ben entrats els anys 1990, fets que van precipitar ràpidament la definitiva desaparició (va ser la primera de les grans a caure). Esta discoteca disposava d'una terrassa amb piscina. Les seves principals sessions van ser les de dissabtes tarda i dissabtes nit, esment a part dels seus habituals i inacabables maratons. Va haver-hi una altra sala d'aquest estil lligada a Espiral anomenada Broadway, i que estava situada a Alfafar, la qual temps després passaria a adoptar altres noms (Sucre, Amadeus, AMD). No obstant això, igual que va passar amb sales importants del moment com Bravatta, Illa, Èxtasi a Llombai, i més endavant Coliseum o Ku Manises, el seu nom no va transcendir al nivell de les més conegudes en l'actualitat, com que no ja present en els anys de major èxit de la moguda.

### Puzzle
També en 1986, arribaria Puzzle, anteriorment anomenada New Búnquer (és de suposar que abans encara fos Búnquer). Va ser el mateix Carlos Simó, ex-DJ de Barraca, qui davant la major demanda de públic, va obrir com a gerent esta altra sala, situada amb prou feines uns 2 km de Barraca en la mateixa carretera.Ést tractava d'una discoteca molt moderna que va aportar en aquells dies elements nous en matèria d'il·luminació, decoració, etc, i que a més es va enfocar musicalment a sons més frescos, synth pop i technopop i fins i tot house. Per donar exemples, grups com New Order, Camouflage, Cretu, T99, Boytronic, Information Society o Red Flag podrien donar una idea de com va ser la seua música durant la dècada de 1980. Un dels seus primers DJs va ser Luis Bonías, procedent de la sala Triplex de Cullera (sala on també va recalar el DJ Frank d'Espiral o des d'on va arribar Fran Lenaers a Spook Factory). Temps després Luis Bonías passaria a punxar en Pacha / Sorra Autitorium, i entre 1991 i 1993 va ser resident en Spook Factory. En anar-se'n de Puzzle, van recalar dos germans, coneguts com «Els Bessons», que serien els qui li donarien personalitat pròpia i fama a esta sala amb esta música menys industrial i fosca, que també va tenir gran acceptació.
Durant els seus inicis, la discoteca no atreia suficient públic els dissabtes a la nit, però esta manca no va trigar a suplir-se, ja que el seu ampli horari (va acabar per tancar cada setmana al voltant de les 5 de la tarda del diumenge en la seua sessió de dissabtes nit) va ajudar al fet que s'omplís de gent procedent principalment de Barraca, Chocolate o Spook ja a partir de primeres hores del matí. L'hora a la qual accedia el gruix del públic més habitual era entorn de les 6 del matí del diumenge. Va tenir també sessions de diumenge nit, a la qual acudia gent chic i sofisticada. Esment especial la té el seu aleshores famosa terrassa enjardinada amb les seves porxades a banda i banda plenes d'aquaris i amb zones per asseure's (la terrassa es va cobrir per l'any 1994), la seua cabina de DJ a la sala interior en forma de torre de barres metàl·liques, des d'on punxaven els anomenats «Bessons», la seua cafeteria, al mateix edifici, però separada (anys més tard s'integraria a la mateixa sala), i per ser la favorita juntament amb Barraca i Spook Factory del públic gai.

### ACTV

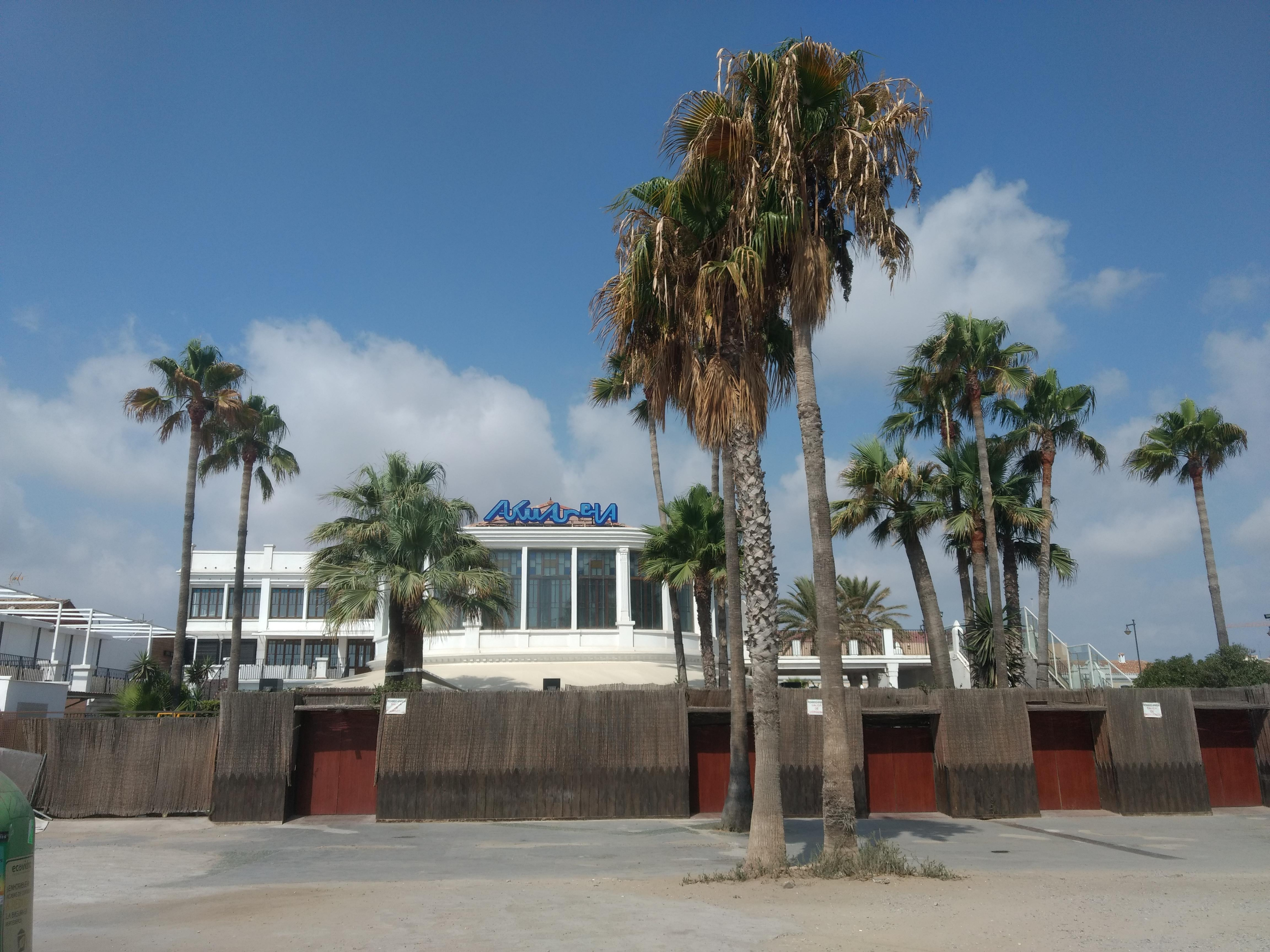
Discoteca Akuarela, antiga ACTV.

ACTV, oberta el 1986, va ser creada per Julio Andújar, la imatge gràfica va ser de Quiqe Company, un dels seus primers DJs va ser Fran Lenaers. Juntament amb Ganimedes, va ser liderada per un altre gran DJ valencià com va ser Arturo Roger. Es trobava en la Malva-rosa, en un edifici de l'any 1918 en la mateixa sorra d'una platja que encara no disposava de passeig marítim. Estava situada en un cridaner edifici històric conegut com a Termes Victoria, d'ací el nom (Activitats Culturals Termes Victoria), en el qual s'allotjaven també amb anterioritat altres locals com a Tropical i en la part superior Casablanca. Va apostar en els seus inicis per sons més frescos. Arturo Roger, com a DJ de les sessions principals, que en els seus inicis van ser les de after-hours de dissabtes i diumenges, introduïa new beat, que era alguna cosa així com una mescla de EBM i techno amb el toc de distorsió del "so àcid" tan en voga en aquells dies, i Acid House. Ambdues eren, com ja s'esmenta, dos nous corrents musicals sorgides a la fi dels 1980 i que van tenir gran repercussió en l'anomenat «estiu de l'amor» de 1988. El new beat es va estendre ràpidament per altres sales valencianes a l'ús com Spook o Espiral, i el acid house també però en menor mesura, principalment en Puzzle. Tots dos estils musicals es van afegir al combinat pop, techno-pop, EBM i techno habitual de la sala. És a dir, ACTV seguia sent una discoteca obertament eclèctica. Eclèctica punt musicalment com quant a clientela, ja que reunia un dels públics més peculiars de València. Des de personatges famosos camuflats entre els assistents a noctàmbuls empedreïts.
Altres DJs posteriors a Arturo Roger, qui va marxar a punxar a Barraca, van ser DJ Josel (també DJ de la discoteca Zona), el malmès Manolo el Pirata, que va adquirir gran rellevància per la seua refinada tècnica als plats, punxant "al tall", Jorge Zamora, que va ser un altre dels grans Dj que van residir en la discoteca entre 1996 i 1997. Encara que l'època de major esplendor popular d'ACTV al país va coincidir amb l'època de la decadència musical de la ruta, quan aquests sons havien derivat en música simple i embrutida, l'anomenada música mákina, ja gairebé des dels seus inicis el 1986, ACTV va ser considerada com una de les principals sales de la Ruta Destroy i una cita gairebé obligada durant els diumenges a partir de la tarda. No en va, en tractar-se durant bona part de la seua existència de l'última sala important a tancar el cap de setmana, es va convertir en lloc de reunió de la gent més important de la nit valenciana. Va tenir les seves sessions after-hours de dissabtes i diumenges al matí i tarda, entre d'altres, i va començar al deixant d'una altra sala de la Malvarrosa, situada al mateix carrer Eugenia Viñes, cridada Coliseum, la qual va ser liderada per Fran Lenaers i també pol de reunió dels personatges més destacats de la moguda, i que va tenir notable importància durant un parell d'anys, si bé va acabar tancant al voltant de l'any 1988, i fins i tot el mateix Clemente Martínez, lligat a Spook i NOD va intentar obrir-la com NOD Coliseu. Ja a la fi dels anys 1980, ACTV va acabar especialitzant-se i concentrant al públic més "ruter" en les seves sessions de diumenges tarda-nit a dilluns al matí. Les albes des d'ACTV enfront del mar pràcticament a peu de platja es van fer molt populars. Una altra peculiaritat d'esta sala és que va arribar a obrir durant una temporada els dilluns a la tarda o les seves sessions de fins a 72 hores.

### NOD
NOD, també anomenada Don Julio perquè així es deia anteriorment a reobrir-se (NOD no era sinó una inversió de la paraula Don), amb el conegut Kike Jaén als plats, i DJ Nino. Va ser dirigida per un altre personatge important en la moguda valenciana com va ser Clement Martínez, anteriorment membre de la plantilla de Spook, com a gerent de la sala. Es va obrir en 1988, i estava situada a la mateixa zona interior que Espiral, a l'oest de València, concretament als afores de Riba-roja de Túria del Turia, enmig de camps de tarongers, per la qual cosa ambdues discoteques sempre van tenir molta afinitat de públic. De fet, NOD va acabar actuant com after-hours d'Espiral, atès que obria els diumenges al matí la seua sessió principal. De destacar és el fet que esta sala en 1986 la va obrir Toni Vidal (el Gitano) amb el nom de Bravatta, després d'anar-se'n de Chocolate i ser substituït per José Conca, i també va estar dedicada als sons inculcats per ell mateix en Chocolate. El seu èxit va ser relatiu, ja que no va arribar a ser coneguda fora de València. A pocs anys va tancar, i al temps, reoberta com a Don Julio, nom idèntic al d'un pub del mateix amo situat en la població de Xiva on ja punxava Kike Jaén. Clemente Martínez no va veure aquest nom gens comercial, amb la qual cosa, al cap de poc temps de funcionar la discoteca com a Don Julio, van decidir llevar-li al nom la paraula "Julio", i invertir la primera. En retirar les lletres "JULIO" del rètol principal de la façana (que anava en vertical) i invertir "DO", va quedar NOD amb la lletra N a l'inrevés, fet que van adoptar de forma intel·ligent de cara a la imatge de la discoteca.
NOD va ser la principal responsable de la cultura del pàrquing, alguna cosa bastant més enllà del que avui dia es coneix com a botellada, i consistent en línies generals en què cada cotxe es transformava en una petita discoteca i barra lliure (molts no escatimaven a invertir gran quantitat de diners en grans equips de so), mentre la gent gaudia recorrent-los de llarg a llarg de l'aparcament, ballant, compartint i socialitzant, d'alguna manera, amb gent de tot arreu. A més, els responsables de la mateixa sala, juntament amb la iniciativa del dissenyador de moda Francis Montesinos, recolzaven aquest tipus d'oci animant a gent lligada a la nit i de diferents locals d'oci de València a fer paelles gratuïtes en la part posterior de la discoteca perquè tot el que el volgués, tingués un bon avituallamiento. A més, sovint muntaven festes en el mateix aparcament. Allò va resultar en veritables orgies de festa en els mateixos aparcaments de les discoteques. De fet, a la fi dels 1980 i principis dels 1990, podia haver-hi tanta o més gent en els aparcaments de les discoteques de la ruta que dins. Aquest tipus d'oci va ser a pocs anys intentat atallar pels responsables de les mateixa discoteques, a causa de la quantitat de diners que deixaven de guanyar, i a la perillositat que provocaven aquestes festes a l'aire lliure situades al costat de carreteres conflictives al tràfic en caps de setmana, sobretot en discoteques com a Chocolate o Heaven, al costat de les quals podien arribar a formar-se interminables fileres de cotxes aparcats en els costats de la mateixa carretera, ocupant totalment tots dos vorals, una situació gairebé surrealista i impensable avui dia.

### Ràdio i televisió
A meitat de la dècada de 1980, la fama d'aquestes sales era notable entre la gent més inquieta de València, Madrid, Barcelona, Múrcia, Alacant i altres ciutats. I seguia unint-se gent gràcies al boca a boca, principalment. També gràcies a l'aportació dels nombrosos programes de televisió dedicats totalment o en part a la cultura musical que s'havien emès des de principis dels 1980, com La Edad de Oro, Musical Express, A Uan Ban Baluba Balam Bambú, Popgrama, Aplauso, La Bola de Cristal o Tocata en TVE, o Estoc de Pop en TV3, que ficaven de ple a la joventut espanyola en un panorama cultural musical molt ric, variat i fins i tot transgressor que feia que molta gent s'interessés per músiques, cultures i estils de vida no convencionals.
També va ser de gran importància l'aportació d'emissores de ràdio, o programes de ràdio, que a poc a poc van anar apareixent. Però especialment, les emissores pirata. Molt habituals en els anys 1980 a València, es tractaven emissores sense llicència que emetien a l'àrea metropolitana però que en aquells dies, al no solaparse en el dial amb emissores legals (algunes en realitat sí ho van arribar a fer), emetien amb total impunitat. cal esmentar una de les primeres emissores pirata, Ràdio Klara, i especialment el seu programa Cementerio Putrefacto, el qual va tenir una gran acceptació. A poc a poc al llarg dels 1980 i primers 1990 van aparèixer moltes més emissores pirata dedicades als sons de la moguda valenciana, com a Radi Funny, Radio Lluna, Onda Lliure, Radio Límit, Radio Activitat, Radio Spektra, Radio Nivell, Radio Basca, Radio Cosmos, Radio Zona, Taquicàrdia Radio o Onda Perdulària. Aquestes emissores van ser a poc a poc apareixent i desapareixent durant els vuitanta i principis dels 1990 fins que també van ser perseguides i clausurades, o algunes d'elles es van legalitzar, cas de Ràdio Klara o Radio l'Horta i la recentment incorporada Spektra fm que està revivint tota esta època daurada que va viure València en la dècada del 1980. La cultura musical i tot el que comportava també va tenir com a mitjà de propagació els mitjans escrits, especialment en fanzines. A destacar publicacions com a Barraca Magazín, Estricnina, Menjar de Gossos, Deportació, No Tocar o El Penis Emmascarat.

### Extensió de la RutaDestroy
Paral·lelament a la Ruta Destroy, es fa necessari esmentar que, en bona part, esta es nodria d'altres esdeveniments, principalment concerts, molt prolífics en aquells dies a la capital del Túria, de grups i formacions que s'escoltaven en aquelles discoteques, tals com Killing Joke, Simple Minds, Immaculate Fools, Clan of Xymox, The Cramps i punts i punts altres, en sales com les pròpies Barraca, Chocolate, Espiral o Puzzle, i altres més pensades per a aquest tipus d'esdeveniments, com a Illa, The Central/KU-Manises o Pacha/Sorra València. És significatiu el fet que molts grups estrangers, en la seua majoria britànics, tinguessin un caràcter de culte a València, fins i tot superant l'èxit que van obtenir a la seua terra. És el cas de grups com The Cult, The Mission, Transvision Vamp, Sad Lovers & Giants, Midnight, Twelve Drummers Drumming, The Bolshoi, Danse Society o els mateixos Simple Minds, el cantant del qual Jim Kerr reconeixia ser un habitual visitant de les discoteques valencianes sempre que podia fer-ho.
De notable rellevància també va ser el fet que va existir una certa connexió València-Eivissa durant meitat dels 1980. Abans que Paul Oakenfold i altres coneguts DJs britànics descobrissin el filó eivissenc, i Eivissa acabés sent feu de legions de clubbers d'aquelles latituds, i abans de l'explosió del acid house i d'aquell famós estiu de l'amor (1988), hi havia una certa sincronia musical entre Eivissa i València. No en va, van ser molts els valencians, madrilenys o catalans habituals de la Ruta els que visitaven Eivissa a l'estiu, amb les seves llegendàries KU (ara Privilege) i Amnèsia com a principals pols d'atracció. Musicalment, doncs, va haver-hi prou afinitat. Abans, com s'esmenta a dalt, que Eivissa s'especialitzés en la música house.
Així doncs, la qual cosa avui dia es coneix com a clubbing, moviment d'oci o forma de vida nocturna iniciada a principis dels 1980 en Mánchester i la seua famosa Haçienda (aquest moviment en esta ciutat es va dir Madchester), va tenir els seus orígens a nivell espanyol a València, encara que esta paraula realment no s'usés aleshores a Espanya. De fet molts són, incloent bandes i productors britànics que van trepitjar València en aquests anys, els que van parlar de grans paral·lelismes entre tots dos moviments a la fi dels anys 1980, amb les principals diferències en què en el Regne Unit, la música era pràcticament autòctona i pròpia, i es va basar molt en un tipus de festes clandestines anomenades rave, mentre que València estava totalment oberta a música importada de molts països d'Europa, com el mateix Regne Unit, Alemanya, Bèlgica, Països Baixos, Itàlia, etc., i també dels Estats Units, Canadà o Austràlia, i les discoteques van tenir un pes major.

## Explosió (1991-1993)
A partir de l'any 1987, València va començar a cridar gradualment i cada vegada més l'atenció de gran part de la joventut a Espanya pels seus horaris interminables, per la gran harmonia existent i la tremenda llibertat que es respirava, sense amb prou feines pressions de cap tipus en l'àmbit polític, social o policial, i per ser l'únic lloc al país a punxar un combinat de música electrònica avantguardista d'aquella època juntament amb pop/rock independent d'importació. Aquests estils genèrics englobaven principalment EBM, música techno-industrial per a pistes de ball, pop/rock de tall gòtic i en la seua majoria britànic, dark wave, post-punk (també anomenat afterpunk), techno, Synthpop, technopop, new wave, new beat, Acid House, etc.
Des dels inicis de la "ruta", amb grups com Bauhaus, Joy Division, Birthday Party, Classix Nouveaux, Visage, Blancmange, Comsat Angels o Devo, a poc a poc va anar derivant en música menys guitarrera i més electrònica, fins a finalment, i fonamentalment a partir de 1993, vulgaritzar-se amb música Dance ràpida i de poca qualitat produïda autoctonamente en estudis amb pocs recursos, o ben importada en la seua majoria d'Itàlia i Països Baixos. No obstant això, dins del grup de discoteques de la "ruta", cadascuna va arribar a tenir algun estil peculiar que la diferenciava de la resta, com a Barraca, que va ser la que més va apostar pel pop, amb un marcat accent en el pop/rock amb cert sentiment de romanticisme, mentre que Puzzle ho va fer pel synth pop i el technopop, Chocolate pel sinistre i la psicodelia, ACTV pel Acid House, Spook Factory pel techno o Espiral com un gran compendio de tot. Amb els anys aquestes tendències van anar evolucionant en cadascuna d'aquestes sales, de manera que Barraca va evolucionar cap a un so house, pop i techno-pop amb bona presència de vocals bandejant pràcticament per complet les formacions de guitarra, alguna cosa que també faria la resta de sales, o Chocolate i Spook Factory feien un so més radical i industrial que les va convertir en bandereres de l'anomenat «bakalao», que va començar englobant als estils més electrònics i contundents de la darreria dels anys 1980, amb grups de techno, new beat i EBM/industrial amb ritmes molt marcats com Signal Aout 42, Micro Xip League, Invincible Spirit, Fini Tribe, Tribantura o Renegade Soundwave.
A cavall entre els anys 1980 i 1990, van anar apareixent noves sales, d'importància rellevant. Però totes i cadascuna girant al són que marcaven les més veteranes. Discoteques com Heaven, anteriorment cridada Aranja, petita sala cavernosa propera a Puzzle, però més contundent i embrutida, la qual tenia un dels aparcaments més actius, provocant veritables mals de cap i fins i tot cares d'incredulitat als soferts diumengers que passaven al costat d'ella per la carretera del Perelló rumb als seus apartaments, i les principals sessions dels quals eren les de diumenges a partir del matí. Vila Adelina, al costat de Barraca, que no era sinó un xalet amb una àmplia terrassa que la va fer famosa. Zona, discoteca pertanyent a l'eix Espiral-NOD, la qual es va fer realment peculiar perquè es va especialitzar en les seves sessions de dilluns al matí, que podien allargar-se fins al dimarts de matinada (alguna cosa impensable avui dia en una discoteca d'aquestes dimensions), i on atreia als qui treballaven durant el cap de setmana en la nit o en l'hostaleria, no només de València, sinó també de ciutats més allunyades com Madrid o Barcelona (en aquestes ciutats no existia gens igual a esta escala per a aquest tipus de treballadors), i també a la gent que encara aguantava la festa, generalment gent molt desfasada però no conflictiva. El Temple, situada a Cullera, no gaire lluny de Chocolate, baluard del popular Chimo Bayo, impactant visualment pels seus aires industrials de refineria que emergia d'entre els camps d'arròs, i les sessions del qual eminentment EBM, new beat i techno les combinava amb estones de alentamiento als seus fidels seguidors, o d'acompanyament musical-vocal, a través del micro. Per aquest motiu, esta sala va tenir el seu públic fidel, però també els seus detractors. Chimo Bayo, popular gurú de l'època, DJ i productor, anys abans havia dirigit una altra sala lligada musicalment a la ruta (no en va podria ser inclosa), encara que una mica més allunyada, la discoteca Arsenal d'Oliva, un municipi valencià al costat de Gandia, oberta des de 1986. El Temple va mantenir el seu èxit durant relativament poc temps, fidel reflex de l'èxit de la imatge de casa, Chimo Bayo, i va acabar tancant quan la imatge d'aquest va decaure, reobrint-se com NOD Cullera, sala que realment no va aconseguir quallar.
Altres sales dignes de ser esmentades, per la seua proximitat a València i, per tant, a les sales més importants, i on molta gent alternava entre les unes i les altres, van ser KU Manises (liderada pel seu DJ Víctor Pérez), que en els seus primers anys a meitat dels 1980 recollia a gent procedent d'altres discoteques a últimes hores de la matinada i es va convertir en una de les principals sales de concerts. A més durant una temporada es va conèixer com The Central. La política musical d'esta sala va ser sempre de domini absolut del pop/rock alternatiu, el synth pop i el pop/rock gòtic (popularment dit com "guitarreo") sobre els estils electrònics com el techno, el EBM o el new beat, que tenien un paper molt més secundari o gairebé inexistent en esta sala. Amb els anys, especialment a partir dels 1990, en els quals el "guitarreo" estava desapareixent, va ser una discoteca on es recorria als clàssics més que en cap altra sala, fet que la convertiria en iniciadora i banderera del moviment remember que es va formar anys després i que s'estendria per les principals ciutats d'Espanya, i que rescatava la música de l'època daurada de la moguda valenciana. La discoteca Illa, en l'Alcudia, més coneguda pels seus importants concerts, però amb sessions de música de la moguda des de meitat de la dècada de 1980. Esquema, prop d'Illa, a Massalavés, on Arturo Roger, DJ d'ACTV, també punxava un excel·lent combinat musical els dissabtes nit, encara que més lleuger que el que li va fer famós en ACTV. Amadeus (o AMD) situada a Alfafar, al costat d'un important centre comercial, la qual abans s'havia cridat Broadway, on va punxar DJ Frank, un dels primers DJs d'Espiral, i després Sucre on va estar Dj Tete com a resident (qui després inauguraria bananas Maxi disc) i que cap a matinals en Spook amb Fran Lenaers quan tancava les sessions de Sucre. Sempre es va tractar d'una sala molt freqüentada per les tribus urbanes de l'àrea metropolitana. El Torero, bar de copes amb terrassa al costat de Spook Factory (en el mateix aparcament), amb música més cañera que esta, que va començar sent un bar de música rock, i es va convertir en una petita sala que la complementava, el mateix que Tropical, al mateix edifici que ACTV, on la gent es preparava per entrar en ACTV o es relaxava entre sortida i entrada. Galaxy, molt prop d'Espiral i Zona, també a la zona interior, igual que Karma, una petita sala amb forma de piràmide. Banana's, macrodiscoteca -inaugurada per Dj El Tete- qui la dirigiria els seus dos o tres primers anys fent d'ella una de les sales més importants d'aquella època (posteriorment El Tete va estar molts anys en Arabesc com Dj resident en la pista principal). Banana's estava situada a Sollana, prop de Sueca, amb una enorme terrassa-jardí descoberta que en els seus inicis en 1987 va estar dirigida a gent del mateix estil que Puzzle, amb música Synthpop i technopop. Ressaca Platja, primera gran terrassa d'estiu a València, situada al costat del mar, en la pedania de Port Saplatja, pertanyent al municipi d'Alboraia, que durant els mesos d'estiu va començar a atraure, sobretot els dijous nit, a "ruteros" habituals.
Ja en 1991 va arribar a produir-se un veritable moviment social de dimensions extraordinàries. Més de 30.000 joves de tot arreu del país es congregaven, només en les diferents discoteques de la Ruta Destroy, entorn de la ciutat del Túria, per passar caps de setmana inoblidables. Es parla de 50.000 en els seus caps de setmana més rellevants. Molts d'ells feien gairebé cada setmana centenars de quilòmetres només per viure l'anomenada festa valenciana, també conegut com a festival valencià. Addicionalment, va començar a fer-se molt comú el fet de noliejar autobusos des de qualsevol punt de la península per a un desplaçament més còmode i barat juntament amb gent del mateix lloc. Però encara que aquest any i el següent van marcar el final d'una època gloriosa, el boom de joves arribats de tot arreu continuaria fins a 1994. A partir de 1995 el descens va ser en picat.

## Decadència (1994-1996)
A partir de 1992, els mitjans de comunicació comencen a fer-se ressò de forma massiva d'aquest moviment. Des de 1993, els desplegaments policials comencen a abundar, comença a haver-hi una gran alarma i pressió social sobre aquest moviment d'oci per part dels mitjans, i fins i tot dels polítics. De fet, mentre el terme Ruta Destroy va ser encunyat per Vicente Pizcueta, un altre gurú de la nit valenciana i responsable principal de Barraca, el terme Ruta del Bakalao va ser, en canvi, el que es va acabar imposant, usat pels mitjans de comunicació com a manera de donar nom a un dels seus principals cavalls de batalla, arran de la paraula bakalao, que ja venia usant-se juntament amb mákina des d'anys abans per denominar als subgèneres de música electrònica de ball techno i EBM, que realment encara estava allunyat del techno ramplón d'anys després.
Un altre factor que va tenir relativa importància en la satanització de la Ruta per part de la societat va ser el crim d'Alcàsser, en el qual tres adolescents van ser raptades quan es dirigien a una coneguda sala de Picassent cridada Coolor, una de les moltes discoteques de poble que en aquells dies existien. La premsa valenciana es va afanyar a estendre de manera obsessiva que el principal segrestador i assassí de les «nenes d'Alcàsser», Antonio Anglés Martins, era un habitual visitant de les discoteques del bakalao.
Així doncs, la música comença a guanyar bpm (revolucions) i perdre qualitat. Els anys 1993 i 1994 segueixen atraient masses ingents de joves, encara que va sent gent amb menys inquietuds sobre la qualitat musical, seriosament minvada. La gent variada, els pentinats i looks estranys i ochenteros, que encara pervivien fins a 1992 o 1993, el cuir, les camises estridents i la roba cridanera, van deixant pas ràpidament al tall de pèl al zero, els grans cèrcols en l'orella esquerra, les sabatilles, els xandalls, o les bombers a manera d'exèrcit clònic.
Es posen de moda noves sales relativament properes a València que aposten directament per atreure el clima de cordialitat, llibertat i bon rotllo, però deixant directament el nivell musical en un plànol secundari, i atraient principalment a gent molt jove, de 18 a vint-i-pocs anys. És el cas de sales com a Límit Local a la Pobla de Vallbona o Alkimia a Xàtiva, anteriorment coneguda com a l'Almàssera. A la província de Castelló van estar Punt Rojo a Moncofa, un dels responsables del qual va ser de nou Chimo Bayo, Industrial a la Vall d'Uixó o Masia a Sogorb. Fins i tot Melody en Casas-Ibáñez (Albacete), al costat del límit amb la província de València, sala que té cabuda en l'article perquè va ser un lloc on centenars de valencians, manxecs i altres feien acampades als seus voltants alternant amb les sessions a la pròpia sala. Apareixen moltíssimes sales més a la zona valenciana, entre sales noves i unes altres que ja existien però es volen pujar al carro de la música bakalao/mákina. La majoria d'elles no van passar de ser neros succedanis.
El 1994 es podria dir que la qualitat musical en gairebé totes les discoteques del moviment havia desaparegut, excepte excepcions, com la sala The Face, una preciosa sala amb una cuidada decoració, cridada anteriorment Dreams Village, de gent bé. Va ser l'última incorporació important al moviment, i un veritable oasi clubber en una València decadent, lloc en el qual es va tornar a impulsar el house, principalment el progressive house, i on encara es podia gaudir de sessions llargues fins a la una de la matinada, o en Puzzle, que va seguir els seus passos després d'una reconversió musical. Encara que també és cert que l'horari de Puzzle va anar sent retallat gradualment per acontentar als polítics i ciutadans, passant de ser una discoteca eminentment after-hours, en tancar a les cinc de la tarda i atreure al seu principal públic a partir de les sis del matí, a començar a omplir-se abans, donada la pèrdua d'altres llocs preferits per la gent, i tancar a la una del migdia, anys més tard a les dotze, després a les deu i així fins a les nou del matí, ja a la fi dels 1990. També estava el cas, ja esmentat anteriorment, de Ku-Manises, que va començar a rescatar els anys més gloriosos d'esta època amb l'anomenat remember, i altres sales que es van sumar a esta iniciativa.
El bon ambient que va caracteritzar a València es comença a perdre, arribant el 1996 a la seua fi amb sonats tancaments, com el d'un oblidat Spook Factory, l'aparcament del qual ja semi buit realment ho ocupaven en la seua majoria habituals fidels del bar de copes El Torero, situat dins mateix d'aquest aparcament i dedicat a makina dura. Tant va anar així aquella decadència, que ara a Espanya el terme Bakalao o Bakala es fa servir solament com a manera despectiva, o mal utilitzat per referir-se a la música electrònica accelerada i simplista, i als seus seguidors. Posteriorment encara van quedar o van aparèixer reductes de qualitat quant a música electrònica es refereix, com la pròpia The Face (va marcar el seu estil musical amb els seus Djs Arturo Roger, Manolo el Pirata, Coqui Selection, Nacho Ortiz, Paco Cuevas, Miguel Ortiz, Pau Thomas, Víctor Pérez, els seus tres ambients: El Cel, 99 Calamars i la seua pista principal The Face amb les seves festes Ministry Of Sound, amb les sales d'Eivissa Pacha, Space i les seves Djs, etc. Caballito de Mar, desapareguda terrassa, ja també mítica, i refugi d'antics ruteros veterans i de personatges populars, i situada a la platja de les Sorres, amb un house molt apte per ballar a l'aire lliure enfront del mar i acariciat per la seua brisa. Planet València, en l'antiga discoteca Wiggle d'Albal, intent per part de Chimo Bayo de reflotar un moviment ja gairebé enfonsat en una sala amb aspecte bastant industrial. Aleshores i a partir d'aquest any triomfen, per sobre de la resta de discoteques, ACTV i Límit Local, entre els nous "ruteros", gent jove atreta per l'antiga fama de la Ruta. La ferida era tan evident, que enfront de les populars sessions dominicals d'ACTV, amb mákina dura, va reaparèixer a la mateixa sala altra al voltant de 1996, la de divendres nit, recuperant el techno de qualitat i no tan revolucionat, però finalment no va aconseguir l'èxit desitjat. Algunes altres discoteques comencen una etapa de seriosos vaivens o tancaments i reobertures per falta d'interès, cas de Barraca, mentre unes altres, de forma gradual, comencen a desaparèixer definitivament, com a Espiral, Zona, Heaven, NOD, Spook Factory, etc., fins a deixar d'existir la Ruta com a tal, mentre altres discoteques sobreviuran a la desaparició del moviment per diferents camins: bé mantindran el seu relatiu èxit musical durant uns anys, com The Face o Puzzle, gràcies a la música house, o bé es desviaran musicalment a gèneres dirigits a públic extremadament jove, com el happy hardcore i el hard house, molt allunyats musicalment de les dues primeres, cas de Chocolate, i en suma, totes elles molt allunyades de l'esplendor que van tenir anys enrere.
La droga coneguda vulgarment com a èxtasi (MDMA), que va fer acte de presència a València des de 1987 i 1988, arribat des d'Eivissa i els Països Baixos, comença a causar estralls en les discoteques a causa que és consumit en dosis cada vegada més massives. Encara que en els anys 1994, 1995 i 1996 encara es respira un ambient cordial entre la gent, almenys entre les sales on encara persisteix la varietat de gents, cas de Puzzle o The Face, a poc a poc és evident el canvi d'actitud de la clientela, sobretot en sales com a Chocolate, amb tota seguretat la sala de la Ruta Destroy amb la pitjor evolució musical.
La pèrdua de puresa de la droga i altres factors, com l'atracció de gent conflictiva, ocasionen cada vegada més problemes de baralles i mal ambient. Molts dels treballs de porta de discoteques se'ls comença a encomanar a individus agressius que realment augmenten la sensació d'inseguretat.
En definitiva, ja a la fi dels 1990, gairebé cap sala dedicada a sons derivats i evolucionats d'esta moguda (sons ja minoritaris), és capaç de superar amb èxit la prova avui dia difícilment superable de l'ambient de gairebé absoluta cordialitat, i la violència i l'agressivitat comencen a ser una tònica habitual en esta classe de locals.

## Horaris i recorreguts
El retorn dels "ruteros" podia demorar-se de vegades fins al dilluns a la nit (com s'esmenta anteriorment, va haver-hi una discoteca anomenada Zona dedicada gairebé exclusivament a la seua sessió dels dilluns al matí); de la mateixa manera que les sortides podien avançar-se al dijous. Esment en aquest cas per a discoteques com a Acció, Metròpolis o Delfos, com a sales eminentment de dijous nit per a molts "ruteros". Aquestes discoteques de ciutat, que durant els anys 1980 i principis dels 1990 obrien també les nits d'entre setmana (en aquella època no era un fet estrany sortir alguna nit d'entre setmana per a qualsevol persona amant de la nit), servien punt els dilluns tarda-nit com a dijous nit com inicio/cap de setmana per a molta gent. En molts casos, la gent que sortia "de ruta" ni tan sols contractava allotjament a València, si és que venia de fora, i molts no tornaven a casa, si vivien a prop, sinó que literalment passaven les 72 hores del cap de setmana "de festa" en els locals, excepte petites pauses per dormir o menjar alguna cosa, moltes vegades en el mateix cotxe o en els aparcaments de les discoteques. També es va començar a fer freqüent el costum de sortir de festa al matí, després d'haver dormit a la nit.
Les rutes més habituals durant un cap de setmana eren, separant entre barres "/" les principals sessions en sales obertes durant el mateix horari, i posant en negreta les més destacades d'entre aquestes sessions importants:
- Dijous nit: Acción / Metropolis
- Divendres nit: Spook Factory / KU-Manises / Heaven / The Face / El Torero
- Matins de dissabte: ACTV / Spook Factory (cont.)
- Dissabte vesprada: Espiral / ACTV (cont.)
- Dissabte nit: Barraca / Chocolate / Espiral / Ku-Manises / The Face / Spook Factory / Puzzle / ACTV
- Matins de diumenge: Spook Factory (cont.) / Puzzle (cont.) / Heaven / NOD / The Face (cont.) / El Templo / ACTV
- Vesprades de diumenge: Barraca / Villa Adelina / ACTV / NOD
- Nits de diumenge: ACTV (cont.) / Puzzle / Barraca / The Face
- Dilluns: NOD / Zona / ACTV

esta activitat "rutera" solia anar acompanyada del consum de drogues, i per punt va augmentar la perillositat viària en les carreteres per les quals transcorrien els desplaçaments. La brutal alarma social generada per la "Ruta del Bakalao", que va arribar a provocar debats televisius de gran audiència, va fer que les autoritats decidissin prendre mesures de represàlia contra els locals, en forma de controls d'horaris i permisos, i fins i tot clausurant-ne alguns, de formes més o menys repressives i injustes. De fet, sales com a Zona, Heaven, ACTV o NOD van ser clausurades per suposades irregularitats als seus edificis i altres motius no gaire honests, i no obstant això, passat un determinat temps van tornar a funcionar tal qual amb diferents noms, i un tipus de gent més "light". Tot això, en suma, va produir un declivi gradual en els desplaçaments per la "ruta", en favor de les macrodiscoteques de la perifèria, les de la mateixa capital, i els raves, i que la gent vinguda d'altres regions deixés d'acudir.

## Les drogues i la seua relació amb la ruta
| «                         | La compra-venta de éxtasis (MDMA) en España se aprecia ya en 1987 y 1988. Antes de esos años, circularon cápsulas que se vendían en algunas zonas, ciertos comprimidos de aparente valor psicodélico, y diversa denominación y contenido, como las que en la costa levantina se vendían como mescalina y que, analizadas por laboratorios especializados, suelen contener MDA y otros congéneres o sucedáneos. | » |
| — Ministerio del Interior | |   |

No es pot parlar de la moguda discotequera valenciana sense parlar de les diferents drogues que per ella van circular en les seves diferents etapes. En aquella època, la droga era vista per algunes persones més com un vehicle per a l'evasió que com una fi en si mateix, i estava més idealitzada i menys estigmatitzada que actualment, amb la qual cosa gairebé tothom d'aquest ambient participava d'ella. Un dels ingredients essencials pels quals en aquestes discoteques es respirava un ambient poc mateixci als problemes entre clientela i pels quals era habitual entaular conversa amb qualsevol desconegut eren les drogues, i el tipus de droga[cita  L'alcohol no es consumia en dosis exagerades en aquestes sales, i la cocaïna era una droga gairebé inexistent en aquest tipus d'ambients, atès que s'@tratar una droga consumida per un altre tipus de gent, generalment gent rica o esnob, o en ambients on el sexe tenia un paper més important[cita  Sens dubte la droga més destacable dins de la moguda valenciana va ser la "mescalina valenciana", popularment coneguda com a "mesca" o "chufla". Segons alguns estudis, estava composta per MDA o "droga de l'amor", en anglès anomenada "Hug-Drug" (droga de l'abraçada), per tenir uns efectes tendint a "voler a tothom". Es tracta d'un derivat anfetamínic semblant en la seua estructura al MDMA o èxtasi, però amb un marcat efecte al·lucinogen proper al LSD (aquests efectes al·lucinògens es componien principalment de visió de fractals i saturació dels colors), que a dosis altes podia arribar a ser dissociatiu (dissociació de ment i cos), i normalment anava tallada amb cafeïna o altres tipus d'anfetamina més energitzants, com les centramines o les dexedrinas, anfetaminas molt comunes en aquella època. Uns altres afirmen que es tratava un compost amb una mescla "àcid-anfetamínica", més concretament, una mescla de centraminas i dexedrinas, juntament amb la LSD. Suposadament, la seua relativa similitud amb la veritable mescalina extreta del peyote va fer que adquirís aquest nom popularment. No obstant això hi ha els qui afirmen que s'@tratar la veritable mescalina de peyote, però el més probable és que la mescalina de peyote també es comercialitzés aleshores, però en quantitats molt menors, per gent que volia aprofitar l'estirada de la "mesca" i que pensava que ambdues eren el mateix. Però la veritat és que la mescalina de Peiot sol provocar com a efectes col·laterals forts nàusees i vòmits a més dels efectes de gran eufòria, embriaguesa i al·lucinacions que proporcionava la "mesca". La hipòtesi més probable és la primera, ja que són varis els estudis que així ho afirmen[cita  esta substància es presentava pràcticament íntegrament en forma de càpsules, principalment de color verd, però també vermelles.
L'existència de la mesca valenciana va ser relativament curta, entre 1983 i Nadal de 1988, quan va desaparèixer gairebé sobtadament, encara que és un fet que fins a la fi de la dècada de 1980 i principi dels anys 1990 seguien apareixent molt rarament partides d'aquelles càpsules verdes, però a preus desorbitats. Les hipòtesis per les quals la «mesca» va desaparèixer d'esta manera, atès que els motius no estan clars, són diverses. Potser el principal factor va ser l'aparició d'una altra substància amfetamínica, el sulfat de amfetamina, conegut popularment com a speed. esta substància era més barata. De fet el preu de la mescalina va sofrir una gran escalada fins a col·locar-se a preus prohibitius, sobretot es diu arran de la popularització de la cançó de Los Rebeldes "Mescalina" (1986), la qual cosa donaria motiu al fet que els consumidors de drogues es decantessin per altres substàncies. A més, el "speed" proporcionava suposadament major efecte contra el somni, i això era un factor important en una època en la qual els horaris s'anaven allargant de forma desmesurada. Proporcionava una sensació d'eufòria semblant, i un major efecte energizante que imprimia al cos més velocitat, fet més idoni per les BPM (revolucions per minut) de segona meitat de la dècada de 1980. Per contra, mancava de la sensació de falsa embriaguesa i de les al·lucinacions. esta substància, consumida majorment com a pólvores blanques per les fosses nasals, va ser la principal substància consumida entre 1986 i 1988, any en el qual va fer aparició en l'escena valenciana el MDMA o èxtasi.
L'èxtasi va arribar procedent dels Països Baixos i també estava present a Eivissa. Va començar sent comercialitzat en forma d'unes petites tabletas de color marró conegudes popularment com a "inflones". Amb el temps es comercialitzarien com a pastilles en una gran varietat de colors i símbols impresos. Posseïa cert caràcter al·lucinogen en l'aspecte que semblava "obrir la ment als sentits", fent l'efecte que els sentits s'aguditzaven.
Aquestes tres van ser les principals substàncies consumides en les principals discoteques de la moguda, però unes altres com la marihuana i l'haixix, o el LSD (els populars "tripis") també solien veure's, encara que amb bastant menor freqüència, atès que o bé relaxaven, o bé desconnectaven de la música.

## Conseqüències i situació actual
Actualment sobreviuen algunes sales, com la mítica veterana Barraca que amb 50 anys a l'esquena i després de diversos tancaments de breus períodes, continua dempeus, encara que amb una música i un ambient molt diferent al que la va popularitzar a mitjan anys 1980, ja que actualment és la banderera del moviment techno a València. Spook Factory va tornar a obrir en 2005 amb notable èxit amb el nom de Spook Club Vlc, va ser substituïda per Space València un any, per tirar el cadenat i novament al setembre de 2008 reprendre el nom de Spook Club Vlc.
En l'estiu de 2004, un after obria les seves portes des de les 9 del matí del diumenge i tancava a les 3 de la matinada del dilluns, en les instal·lacions de la discoteca Bananas, que va retornar les ganes de sortir de festa i va fer que molta gent triés València com a destinació preferida per a les seves vacances d'estiu en lloc de visitar Eivissa;, aquest after es va dir Friends. El seu director, Michel, va comptar amb la col·laboració de molta gent amb gran experiència al món de la nit, amb Eddu Reig, Salva Cotanda i Nacho Penadés com Djs residents. Grans noms del panorama internacional com Carl Cox, van passar per esta terrassa que es caracteritzava per combinar bona música amb zona recreativa dotada de piscina. Es va arribar a dir que Friends plasmava el que en el seu moment va ser la ruta del Bakalao. Va haver-hi sessions "Senar Stop" que van superar els rècords d'assistència d'una discoteca al territori espanyol superant així a les festes d'Eivissa. Triat com a final de festa del Campionat de Motociclisme, Valentino Rossi va poder gaudir d'una de les seves sessions envoltat a peu de pista de multitud dels seus seguidors. Però com tot a València, les autoritats no van trigar a començar a retallar el seu horari aconseguint el seu tancament definitiu en 2006. Puntualment obre en sessions especials.
També segueix en certa manera Chocolate, la qual reobre molt puntualment en ocasions especials, i que actualment està dedicada a sons molt radicals com el hardcore i el schranz. Una altra de les quals va sobreviure fins a la fi de 2007 és Puzzle, data en la qual va ser clausurada, per reobrir posteriorment, i ser tancada definitivament el 31 d'octubre de 2011. Però al cap i a la fi, aquestes sales avui dia no són sinó ombres difuses del que van ser, en aspectes de renom, fama i reputació.
Altres sales per contra es van renovar, van canviar de nom, amos i/o estil musical, cas de Heaven, ACTV, NOD, Zona o Industrial Society i unes altres mai tornaran a existir, cas d'Espiral i Punt Rojo, els edificis del qual van ser demolits.
Les conseqüències de la decadència de la nit valenciana van ser realment desastroses. A partir de l'any 1996 ningú de fora de València apostava pel que abans era un somni. Hagut de principalment a la radicalització i banalització musical, i a la pressió exercida, València es va desinflar. La recuperació va ser molt costosa, i no va arribar fins a ja entrat el nou mil·lenni, quan sang nova, amb idees noves, tornant a apostar fort pels sons de qualitat i el treball de la qual es remuntava a meitat de la dècada de 1990, va començar a obtenir els seus fruits. Gent que, a diferència de la Ruta Destroy, no posseïa les discoteques, sinó que les llogava per muntar els seus mateixs clubs, o directament muntava les seves pròpies raves.
Esta vegada es tractava de techno actual, sons electrònics minimalistes, drum & bass (el qual té com a capital espanyola a la pròpia València), electro i Hip-hop renovats, i altres sons avantguardistes. Cal doncs destacar la meritòria labor de col·lectius i promotors com a Comunitat Fosca, que continuen des de 1989 amb el seu màxim representant Mortis Dj oferint festes i concerts dedicades als sons de la ruta en les quals estan presents DJs tan representatius com Fran Lenaers, Dj Frank, Kike Jaen, Miguel El Diví, Mortis Dj, UHF, productora de l'imprescindible Li Club, avui dia un club de referència internacional o .beat (puntbit), els quals van tornar a ressuscitar Barraca, Groovelives i els seus coloristes i peculiars clubs i festes, o els desapareguts Dynamic i Goril·la Club, i més endavant el que ha estat un veritable renaixement a València, encara que això sí, a una escala molt menor del que va anar en el seu moment la Ruta Destroy, però aportant la suficient varietat i qualitat musical que una ciutat com València es mereix, i davant una legislació i una política més hostil. Promotores i col·lectius a afegir als anteriors són Educative Sounds, Dskonnect, Minimalistik Girl, Komakino, RESISTEIX, Nightplanning, Grupomelatrago, Nomenklatura, Utopia, Love Reactor o Bassline Abusi, entre d'altres.
No obstant això, per diversos factors, tals com la més complexa i molt menys permissiva legislació actual en matèria d'oci nocturn, a causa del molt major control policial, a causa de la major conscienciació social contra les drogues, a les diferents circumstàncies polítiques: recordem que els 1980 van ser els anys de l'alegria i la llibertat després del franquisme i la transició; i de canvis socials: els videojocs, i moltes altres opcions alternatives a la discoteca, o a la marcada influència de la moda i el culte al cos per sobre d'altres conviccions; i com un altre factor decisiu, hagut de també a la menor consciència discotequera (en els 1980 eren gairebé una novetat per a la gran majoria de la gent, tant que els adolescents també disposaven de gran quantitat de discoteques d'horari vespertí), és molt improbable que es torni a repetir a Espanya una situació similar.
Enrere queden en el record, per a molts treintañeros i cuarentones, noms, alguns d'ells mítics, com a Barraca, Chocolate, Spook Factory, El Torero, Espiral, NOD, Puzzle, ACTV, El Temple, Heaven, Zona, Galaxy, Vila Adelina, Arsenal, Looping, Coliseum, Acció, El Torero, Metròpolis, Chapulín, Oggi, Delfos, Yucas, Ufo's, Dreams, etc.